# 하자 GO
하자 GO는 SBS에서 2007년 4월 15일부터 2007년 6월 10일까지 매주 일요일에 방송되었던 《일요일이 좋다》 종영 코너 중 하나인데 네 명의 MC들이 각종 게임을 하는 내용을 담았지만 시청자들로부터 산만하다는 혹평을 받은 데다 첫 회부터 일본 방송과 비슷하다는 지적을 샀다.
게다가, MBC 《무한도전》 출연진이 그대로 나와서 똑같은 상황극과 애드리브를 한다는 의견을 받아 첫 회부터 시청자들의 외면을 받았고 그 이후 이혁재를 신정환으로 교체하며 분위기 반전을 노렸지만 7.8% 시청률에 머물러 9회 만에 막을 내려야 했다.

## 개요
- 방송시간 : 일요일 오후 5시 30분 ~ 6시 40분
  - 방영 채널 : SBS
- 진행MC : 유재석, 박명수, 이혁재 (도중하차), 하하, 신정환 (중도투입)

## 방식
- 매주 공통 캐릭터의 연예인 3인조가 습격해 콘셉트 없는 출연을 지양하며 확실한 출연 목적을 가지고 목표를 달성하기 위해 온몸을 바쳐 노력한 후 스스로 평가하는 쇼로 매주 하자GO에 도전장을 던진 특공대 3인이 프로그램에서 보여주는 본인들 모습에 대한 구체적인 출연 목표를 밝힌다는 점이 특징이다. 그 형식 상 "무한도전"과 유사한 부분이 적지 않다.

1. ↑  정용대 인턴기자 (2010년 7월 11일). “`국민MC` 유재석의 일요예능 승률이 고작 25%?”. 매일경제(스타투데이). 2021년 12월 18일에 확인함.
2. ↑  정용대 인턴기자 (2010년 7월 11일). “`국민MC` 유재석의 일요예능 승률이 고작 25%?”. 매일경제(스타투데이). 2021년 12월 18일에 확인함.